# Zenon Kuchciak
Zenon Kuchciak (ur. 21 grudnia 1960 w Kamieniu Pomorskim) – polski dyplomata, urzędnik państwowy i menedżer, ambasador.

## Życiorys
Syn Michała. Studia rozpoczął na Wydziale Nauk Politycznych Uniwersytetu im. Adama Mickiewicza. Ukończył Moskiewski Państwowy Instytut Stosunków Międzynarodowych (MGIMO), w którym w 1986 uzyskał tytuł magistra nauk politycznych. Kształcił się również w Polskim Instytucie Spraw Międzynarodowych, a także z zakresu negocjacji i mediacji oraz psychologii społecznej w zarządzaniu organizacją w Wyższej Szkole Psychologii Społecznej. Od 1986 związany z Ministerstwem Spraw Zagranicznych. W latach 1991–1992 organizował Biuro Interesów RP w Pretorii, które następnie zostało przekształcone w Ambasadę Rzeczypospolitej Polskiej.
W latach 1995–1997 reprezentował Polskę w grupie wsparcia OBWE w Czeczenii, następnie przez rok był doradcą politycznym szefa misji tej organizacji w Chorwacji. Krótko doradzał wysokiemu komisarzowi NZ ds. uchodźców, później od 1998 do 2000 zajmował stanowisko zastępcy szefa obrony cywilnej kraju. Przez rok doradzał w MSWiA. Od stycznia do marca 2000 kierował specjalną misją ONZ i OBWE ds. obserwacji wyborów parlamentarnych w Tadżykistanie. Od kwietnia 2001 do lipca 2005 sprawował urząd ambasadora RP w Uzbekistanie, akredytowanego także w Tadżykistanie.
Od 2006 do 2008 był wiceprezesem zarządu Polskiego Górnictwa Naftowego i Gazownictwa. W 2010 uzyskał stopień ambasadora tytularnego. W tym samym roku został dyrektorem Biura Bezpieczeństwa Dyplomatycznego w MSZ, a od czasu przekształcenia go w Inspektorat Służby Zagranicznej pełnił funkcję zastępcy dyrektora. W 2012 został przedstawiony jako kandydat na ambasadora w Turcji. Ostatecznie nie objął tej placówki. W 2013 uzyskał nominację na ambasadora RP w Tajlandii (z akredytacją również w Laosie, Kambodży i Mjanmie). Odwołano go z tych funkcji w 2016. Następnie pracował w Departamencie Polityki Bezpieczeństwa MSZ.
W 2024 został doradą zarządu koncernu Orlen.
W 1998 zyskał przydomek „polskiego Jamesa Bonda”, gdy jako specjalny wysłannik MSZ doprowadził do odnalezienia i zwolnienia pięciu polskich obywateli porwanych w Czeczenii.

## Życie prywatne
Żonaty, ma syna. Posługuje się językiem angielskim, rosyjskim oraz fińskim.

## Odznaczenia
W 1998, za wybitne zasługi w służbie dyplomatyczno-konsularnej, został odznaczony Krzyżem Kawalerskim Orderu Odrodzenia Polski.